# Sender Schramberg
Der Sender Schramberg ist eine Sendeanlage der Deutschen Funkturm zur Übertragung von Rundfunkprogrammen im UKW-Bereich auf dem Hohenschramberg. Er verwendet als Antennenträger einen 1971 errichteten, 42 m hohen Stahlfachwerkturm.
Von hier wird die tief im Tal der Schiltach eingeschnittene Stadt Schramberg versorgt, die nicht von den umliegenden Sendern versorgt wird.

## Frequenzen und Programme

### Analoger Hörfunk (UKW)
| Frequenz (MHz) | Programm                        | RDS PS   | RDS PI | Regionalisierung  | ERP (kW) | Antennendiagramm rund (ND)/gerichtet (D) | Polarisation horizontal (H)/vertikal (V) |
| -------------- | ------------------------------- | -------- | ------ | ----------------- | -------- | ---------------------------------------- | ---------------------------------------- |
| 89,4           | SWR1 Baden-Württemberg          | SWR1_BW_ | D301   | –                 | 0,01     | D (320–220°)                             | H                                        |
| 91,2           | SWR3                            | __SWR3__ | D3A3   | Alb / Bodensee    | 0,01     | D (320–220°)                             | H                                        |
| 98,8           | SWR Kultur                      | SWR_Kult | D3A2   | Baden-Württemberg | 0,01     | D (320–220°)                             | H                                        |
| 103,7          | antenne 1 Neckarburg Rock & Pop | antenne1 | 170B   |                   | 0,1      |                                          | H                                        |

### Digitales Radio (DAB)
| Block                  | Programme (Datendienste) | ERP (kW) | Antennen- diagramm rund (ND), gerichtet (D) | Polarisation horizontal (H)/ vertikal (V) | Gleichwellennetz (SFN) |
| ---------------------- | --- | -------- | ------------------------------------------- | ----------------------------------------- | --- |
| 8D SWR BW S (D__00235) | DAB+ Block des SWR - SWR1 BW (112 kbps) - SWR Kultur (128 kbps) - SWR3 (Rheinland bis Bodensee) (112 kbps) - SWR4 FN (Studio Friedrichshafen) (112 kbps) - SWR4 FR (Südbaden) (112 kbps) - SWR4 S (Studio Stuttgart) (112 kbps) - SWR4 TU (Studio Tübingen) (112 kbps) - SWR4 UL (Studio Ulm) (112 kbps) - SWR Aktuell (72 kbps) - DASDING (112 kbps) - EPG (24 kbps) - TPEG (16 kbps) | 2,0      | ND                                          | V                                         | Bad Urach, Baiersbronn, Blauen, Brandenkopf, Eggberg (Bad Säckingen), Elzach Elztal, Eyachtal (Albstadt-Ebingen), Feldberg im Schwarzwald, Freiburg (Schönberg), Hornisgrinde, Raichberg, Reutlingen (Scheibengipfel), Reifersberg, Schramberg, Rottweil (Deilingen), Schutterlindenberg, Sigmaringen, Ulm/Kuhberg, Villingen-Schwenningen, Wannenberg, Witthoh |

### Analoges Fernsehen (PAL)
Vor der Umstellung auf DVB-T diente der Sendestandort auch für analoges Fernsehen:
| Kanal | Frequenz (MHz) | Programm                        | ERP (kW) | Sendediagramm rund (ND)/ gerichtet (D) | Polarisation horizontal (H)/ vertikal (V) |
| ----- | -------------- | ------------------------------- | -------- | -------------------------------------- | ----------------------------------------- |
| 7     | 189,25         | Das Erste (SWR)                 | 0,0025   | D                                      | H                                         |
| 26    | 511,25         | ZDF                             | 0,01     | D                                      | H                                         |
| 59    | 775,25         | SWR Fernsehen Baden-Württemberg | 0,01     | D                                      | H                                         |